# Accordion & Voice
| Đánh giá chuyên môn | Đánh giá chuyên môn |
| Nguồn đánh giá      | Nguồn đánh giá      |
| Nguồn               | Đánh giá            |
| ------------------- | ------------------- |
| Allmusic            | [ 1 ]               |
| All About Jazz      | [ 2 ]               |

Accordion & Voice là album phòng thu đầu tay của nhà soạn nhạc và nhạc công phong cầm người Mỹ Pauline Oliveros, phát hành năm 1982 bởi Lovely Music Ltd.. Toàn bộ album được sáng tác bởi Oliveros và được biểu diễn chỉ bằng phong cầm.
"Horse Sings From Cloud" dựa trên một giấc mơ của Oliveros, và cho thấy sự tương tác giữa tiếng phong cầm và giọng hát được duy trì liên tục, chỉ ngắt quản khi cần lấy hơi. "Rattlesnake Mountain" lại cho thấy trình độ điêu luyện của Oliveros, nhạc khúc này có những dòng rung động dài xuất phát từ và tương tác với những đoạn drone thay đổi chầm chậm.
Important Records tái phát hành Accordion & Voice năm 2007.

## Tiếp nhận đánh giá
Karl Ackermann của All About Jazz viết: "Accordion & Voice có một nét quyến rũ và riêng biệt tách rời thế giới song lại diệu dàng, đây cũng là nơi để trở nên quen thuộc với một tiếng nói quan trọng trong âm nhạc.

## Danh sách nhạc khúc
Tất cả nhạc phẩm được soạn bởi Pauline Oliveros.
| STT | Nhan đề                  | Thời lượng |
| --- | ------------------------ | ---------- |
| 1.  | "Horse Sings From Cloud" | 22:11      |
| 2.  | "Rattlesnake Mountain"   | 21:58      |

## Thành phần tham gia
- Pauline Oliveros - phong cầm, hát
- Stuart Leigh - thu âm
- Bill Kipper - master